# Польське-Олендри
Польське-Олендри (пол. Polskie Olędry) — село в Польщі, у гміні Добжиця Плешевського повіту Великопольського воєводства.
Населення — 392 особи (2011).
У 1975-1998 роках село належало до Каліського воєводства.

## Демографія
Демографічна структура станом на 31 березня 2011 року:
|          | Загалом | Допрацездатний вік | Працездатний вік | Постпрацездатний вік |
| -------- | ------- | ------------------ | ---------------- | -------------------- |
| Чоловіки | 196     | 42                 | 130              | 24                   |
| Жінки    | 196     | 45                 | 104              | 47                   |
| Разом    | 392     | 87                 | 234              | 71                   |